# Rio Gârbău (Durbav)
O Rio Gârbău é um rio da Romênia, afluente do Durbav, localizado no distrito de Braşov.